# GP学園生徒会執行部
『GP学園生徒会執行部』（ジーピーがくえんせいとかいしっこうぶ）は、こうじま奈月による日本のBL漫画作品。

## 概要
2002年から2006年まで、『GP学園情報処理部』として雑誌『GAMEピアス』（ジュネット）で連載していたが、雑誌の休刊により連載を休止。現在はタイトルと主人公を変更、雑誌『CitaCita』（芳文社）にて連載中。

## あらすじ
進学の名門男子高校・私立GREAT PLEACE学園（通称GP学園）の生徒会長・天ノ原凛と副会長・司堂叡智は、その名を学園内外に轟かせる最強コンビ。そんな2人を筆頭に、個性的なメンバーが様々な事件を巻き起こしていた。

## 登場人物
声優名は、ドラマCDの出演者。

### 生徒会執行部
天ノ原凛（あまのはら りん）声 - 鈴村健一 / 幼少：近藤真昼
主人公。生徒会長、3年E組。174cm、B型。気分屋でケンカっぱやく、負けず嫌いで、常にどこか怪我をしている不良。楽しい事と人の弱みを握る事が大好きで、学園内では殆ど最強。その反面、成績向上など生徒会長としての業務をしっかりこなし、生徒からも慕われている。場合に応じて稀に礼儀正しく振舞う。自分の意志で常に叡智と行動を共にし、両想い。中学時代の事件を機に、叡智とは主従の無い対等の立場かつ本当の意味で結ばれたいと願っている。叡智には決して逆らわない。小さい頃に両親が他界して施設に預けられていたが、脱走した際に叡智と出逢い拾われて以来、彼の家で居候中。元々裕福な家庭だったが、司堂財閥に潰された。運動神経抜群で、成績も常に学年第2位。
司堂叡智（しどう えいち）声 - 子安武人 / 幼少：木村はるか
副会長、3年E組。185cm、AB型。誰に対しても敬語口調で、常に笑みを絶やさず物腰柔らかで穏やかな反面、実際は腹黒で根暗な性格。学園内では最強。凛を愛し常に優しく付き従うも、実質立場は上である。独占欲が強く、凛を傷付ける者や仲を邪魔する者に対して一切の容赦はせず、彼の為なら平気で卑怯な手段を使う。たとえ凛でも裏切ったり気に障る事をすると容赦しない。凛自身の意志でもピアスなどで身体を傷付ける事を、あまり良しとしない。瞬平とは犬猿の仲。成績優秀で、常に学年第1位。父親とも仲が悪い。
狛江瞬平（こまえ しゅんぺい）
会計担当、3年E組、御曹司。常に関西弁で話す関西人で、飄々とした陽気な性格。株式を趣味とする。生徒会室のみならず学校にも殆ど来ないが、頼まれた仕事は早く済ませる様子。ハッキング等ネットワーク関係が得意。幼少時代は海外で過ごしていた。凛とは天ノ原家が破産する前からの知り合いで、彼が大好き。叡智とは犬猿の仲。

### 情報処理部
若松南（わかまつ みなみ）声 - 宮田幸季
部員、1年B組。158cm、O型。食べる事が大好きで、食べ物を餌に誰彼構わず釣られる単純な性格。小動物系と見られペット扱いされる事が多いが、本人は一切気にしていない。多少我が儘。燎一に一番懐いている。凛と叡智（出会った当初は、春稀）を一切恐れていない怖いもの知らず。編入生でありながら成績は悪く、実はコネ入学している。機械クラッシャーにもかかわらず、入部した。
『GP学園情報処理部』では、主人公。
敦賀燎一（つるが りょういち）声 - 森川智之
部長、2年A組。182cm、B型。情報処理部内では数少ない常識人。平穏な日々を求めているが、周りから頼られることも嬉しい。生真面目な性格ゆえに自ら不幸を背負い込んでいる、一番の苦労人。ブルースを飼っている。南に振り回されて苦労しながらも惹かれている。鳴一が一番の悩みの種。
敦賀鳴一（つるが なるひと）声 - 三木眞一郎
部員、2年B組。182cm、B型。燎一の双子の弟で、美しいものが好き。自分と兄の顔が大好きで、常に鏡を持ち歩いては、美容に気を遣う。醜いもの・自分と兄の顔が傷付く事を何よりも嫌う。ニキビも嫌い。幼少時代、常に周りから賛辞された事により自分が一番。
凄腕ハッカーで、いつも凛の依頼でハッキングしては凛のちょっとした違反データの改竄をしている。兄（の顔）を独り占めする南に嫉妬しつつ、気に入っている。生徒会メンバー以外の中で唯一、瞬平の顔を知っていた。
木村鈴音（きむら すずね）声 - 福山潤
部員、2年C組。170cm、A型。直情的で単純で泣き虫な性格。男らしさを求め、不良に絡まれている所を助けてくれた春稀に、強く憧れている。琴音とは、同じ誕生日と苗字で尚且つ同じ場所で兄弟の様に育った。兄貴面をするだけでなく、成績の悪さをバカにする琴音を嫌っている反面、無自覚に少なからず甘えている。春稀により琴音への想いを自覚したが、素直になれないでいる。
木村琴音（きむら ことね）声 - 谷山紀章
生徒会書記担当で部員、2年A組。171cm、A型。鈴音のいとこで、冷静沈着な性格。成績優秀で、鈴音以外のバカを見下している。雷が苦手。鈴音が好きでありながら、表に出さず常に優位に立ち、からかいながらも色々と心配をし面倒を見ている。鈴音が絡んでいる時のみ、密かに春稀に嫉妬している。「凛と叡智の2人きりの時間では（自分は）邪魔者」だと判明して以来、生徒会室には殆ど行かず、生徒会の仕事も情報処理部部室で行っている。
熊葛春稀（くまつづら はるき）声 - 小西克幸
部員、3年D組、189cm、O型。無口で強面な反面、実はファンシーで可愛いものが大好き。お菓子作りが趣味。妹を溺愛している。妹と街を歩くと必ず警官から職務質問される模様。南から非常に懐かれている。家はボクシングジムを経営。呼夏以外の家族が全員釣り目で凶暴なので、釣り目の人間が嫌い。鈴音と寿をあまり好いていない（寿のバカな所を可愛がっている）。

### 学校関係者
五十嵐大（いがらし だい）声 - 山口勝平
養護教諭。161cm、A型。誰にでも優しく穏やかで、生徒から慕われ、悩み相談にも乗っている。常に付き纏う五朗の発言に、いつも呆れている。高校時代の事故で、視力が非常に悪い。
五十嵐五朗（いがらし ごろう）声 - 井上和彦
理科教諭で2年A組の担任。186cm、AB型。常に白衣姿、穏やかで飄々としては、多少いい加減。大とは高校の同級生で好意を寄せ、隙あらば抱き付いたりしようとするが、本気で手を出さない。大の視力低下の原因である為、負い目を感じている模様。大との血縁関係は一切無い。叡智とは仲が良い様子。
司堂一也（しどう かずや）声 - 上田陽司
理事長かつ、司堂グループ分家の子息。叡智の従兄で、脅迫を始め様々な理由で彼を恐れている。自分の学校に愛着を持ち大切にしている。凛と叡智が中学時代に起こした事件を始め、2人の将来を不安に感じ心配している、監視役（?）。叡智が在校しているから、最後まで南の編入に反対していた。

### その他
司堂みゆき（しどう みゆき）声 - 鈴木菜穂子
南より7歳上の姉で、一也の妻。旧姓:若松。明るくマイペースな性格で、かなり根性があり肝が据わっている模様。趣味はコスプレ、家に居る時のみ常にメイド服を着用している。餌（食べ物など）で釣る事で、小さい頃から南に女装させている。後に敦賀兄弟に執事服をプレゼントした。
熊葛呼夏（くまつづら こなつ）声 - 谷井あすか
春稀の妹で、小学生。140cm、O型。兄思いで、いつも兄の幸せを願っている。寿の恋も応援している。
木村奏子（きむら そうこ）声 - 松来未祐
鈴音の母親。普段は優しいが、怒ると怖く容赦がない。よく、琴音と二人で鈴音を追い詰める。
木村響子（きむら きょうこ）
琴音の母親で、奏子の双子の姉。幼い頃から奏子と仲が良く、偶然同じ苗字の男性と結婚している。現在も同じマンションの同じ階で暮らしている。
敦賀母声 - 寺田はるひ
名前不明。燎一＆鳴一の母親。歯科医。夫婦・家族仲が非常に良く、夫と共に自宅で歯医者を営んでいる。明るくてノリが良く少し強引な、気前の良い性格。この世で一番好みのタイプは、天ノ原凛。
千野寿（せんの ことぶき）声 - 早水リサ
小学生で人気モデル、138cm、B型。母親は、所属事務所の社長。呼夏の友達。春稀が大好きで、南に嫉妬している。
寿のマネージャー
名前不明。面倒見が良く非常に寡黙だが、脳内ではかなりお喋りな男性。よく怪我をする寿を心配している。仕事熱心で、良い人材を見付けるとスカウトを試みている。現在、呼夏をスカウトしたいと思っているが、春稀の無言の壁に阻まれ出来ずにいる。
吉井学（よしい まなぶ）
南の友人にして、愛称ヨッシー。眼鏡を着用し（素顔は女顔）、少々引っ込み思案な性格。
司堂慧一（しどう けいいち）
叡智の父親にして、司堂グループ会長兼社長。かつては凛の母親と付き合っていた、息子以上に畏怖感たっぷりな人。

## 関連商品

### 単行本
- GP学園情報処理部 （全2巻）
- GP学園情報処理部 新装版 （全2巻）
- GP学園生徒会執行部 （既刊5巻）

### 画集
- GP学園イラスト集

### ドラマCD
- GP学園情報処理部 （全2巻）
- GP学園生徒会執行部